# سارا کرپستاین
سارا کرپستاین (انگلیسی: Sarah Corpstein؛ زاده ۲۸ سپتامبر ۱۹۸۲) یک مانکن است.